# Battaglia di Baykand
La battaglia di Baykand fu combattuta nel 729 dal Khaqanato turco dei Turgesh e dai loro alleati sogdiani da un lato e dagli Arabi musulmani, sudditi del califfato omayyade di Damasco dall'altro. Il luogo dello scontro fu Baykand, una cittadina nei pressi di Bukhara (Transoxiana), nel moderno Uzbekistan). L'esercito arabo-islamico, sotto la guida del governatore del Khorasan, Ashras ibn 'Abd Allah al-Sulami, attraversò il fiume Oxus per sopprimere la vasta insurrezione dei principi sogdiani, soggetti del califfato, scoppiata l'anno prima, che aveva ricevuto l'aiuto dei pagani Turgesh.
Appena l'esercito arabo avanzò su Bukhara, fu accerchiato dai Turgesh e tagliato fuori dai rifornimenti idrici. Ne seguì una serie di combattimenti che portarono quasi al disastro di cinque anni prima, che le fonti arabe definirono "Giorno della sete" (in arabo ﻳﻮﻢ ﺍلاﻃﺶ‎?, Yawm al-aṭash).

Alla fine, però, grazie all'intelligenza bellica di pochi comandanti arabi e alle coraggiose azioni dell'avanguardia al comando di al-Harith ibn Surayj e Qatan ibn Qutayba, gli Arabi poterono sganciarsi dal nemico e raggiungere Bukhara, che cinsero d'assedio.

## Antecedenti
La regione della Transoxiana (in arabo ما وراء النهر‎?, Mā warāʾ al-nahr) era stata conquistata dal generale omayyade Qutayba ibn Muslim, all'epoca del califfato di al-Walid I (reg. 705–715), nell'ambito delle operazioni relative alla conquista islamica della Persia e del Khorasan a metà del VII secolo. La lealtà delle locali popolazioni iraniche e turche e dei loro signori rimase precaria ma nel 719 i principi della Transoxiana inviarono una petizione alla corte cinese e ai loro vassalli Turgesh, invocando il loro aiuto militare per resistere ai governatori nominati nelle loro regioni dal califfato omayyade. In risposta, i Turgesh effettuarono a partire dal 720 una serie di attacchi alle forze musulmane della Transoxiana, sobillando anche un'insurrezione dei sudditi sogdiani.
I governatori omayyadi inizialmente sperarono di riuscire senza troppe difficoltà a soffocare le rivolte e a respingere gli attacchi dei Turgesh, sebbene avessero perso il controllo della Valle del Ferghana. Nel 724 il Wālī Muslim ibn Sa'id al-Kilabi e il suo esercito patirono una pesante sconfitta nel cosiddetto "Giorno della sete" per opera dei Turgesh, mentre cercava di assoggettare il Ferghana. Tale rovescio pose gli Arabi sulla difensiva e, malgrado negli anni successivi essi non s'impegnassero in nuove battaglie, in pochi anni la loro posizione collassò lentamente.

## La campagna militare di Ashras al-Sulamī
Di fronte a questa crisi, il Califfo Hisham ibn 'Abd al-Malik (reg. 723–743) adottò misure drastiche: il Khorasan fu separato dal governatorato dell'Iraq ed eretto in provincia separata, governata dal generale giazireno Ashras b. ʿAbd Allāh al-Sulamī. Come il suo predecessore Asad ibn 'Abd Allah al-Qasri, Ashras provò a conquistarsi la lealtà della popolazione locale e degli indigeni, non-Arabi convertiti all'Islam (mawālī), affrontando alcune delle loro rimostranze in materia fiscale. Presto tuttavia questa politica intelligente fu smentita, a causa delle pressioni dell'amministrazione califfale e del Califfo stesso e le brutali angherie dei soggetti delle imposte e le sciocche prepotenze dell'aristocrazia terriera locale (dehqān) portarono a una generale rivolta in Transoxiana.
Ad aggravare una situazione già pessima si aggiunse anche l'appello lanciato dalle popolazioni al Khagān dei Turgesh, che rispose positivamente guidando un esercito alla testa del quale si pose di persona per combattere gli Arabi. Nel momento in cui il Khagān scese in campo nel 728, nelle mani arabe in Transoxiana restavano solo Samarcanda e le due fortezze di Kamarja e Dabusiyya, sul fiume Zarafshan.
Per affrontare i Turgesh, Ashras radunò le forze del Khorasan e le portò ad Amul, sul fiume Oxus. Un'avanguardia, sotto Qaṭan, figlio di Qutayba ibn Muslim fu inviata oltre il fiume per erigere un campo fortificato, ma con l'arrivo dell'insieme dei Sogdiani e dei Turgesh, il grosso della forza araba non era in grado di attraversare il corso d'acqua per tre mesi. Durante questo periodo, la forza militare di Qaṭan fu assediata dai Turgesh, che attraversarono il corso d'acqua per piccole quanto rapide incursioni portate a segno contemporaneamente.
Ashras affidò il comando della cavalleria a Thābit Qutna, che riuscì a sbaragliare gli incursori e a sospingerli verso Amul. Lì gli Arabi sconfissero i Turgesh, sebbene sfuggisse una vittoria decisiva dal momento che rinforzi Turgesh attraversarono il fiume, consentendo agli incursori di fuggire al di là dell'Oxus. Finalmente Ashras con le sue forze attraversò il fiume, unendosi a Qaṭan ibn Qutayba, e prese ad avanzare verso Bukhara. Gli Arabi respinsero gli attacchi cercando di raggiungere la città commerciale di Baykand (in Lingua uzbeka Poykend), a circa cinque farsakh, quasi 30 km a sud della stessa Bukhara, al di fuori dell'oasi che la circondava.
Dopo che l'esercito arabo si fu accampato a Baykand, i Turgesh e i Soghdiani tagliarono fuori dai rifornimenti idrici la compagine musulmana.
Minacciato dall'assetamento, l'esercito arabo lasciò Baykand e puntò su Bukhāra, con Qaṭan all'avanguardia. Quando Turgesh e Soghdiani attaccarono, l'avanguardia (quasi 6 000 uomini) fu tagliata fuori dal grosso delle forze di Ashras, e Ashras e Qaṭan si dettero per spacciati quando s'incontrarono nuovamente due giorni più tardi. Il re di Samarcanda, Ghurak, che era rimasto visibilmente fedele fino a quel momento agli Arabi, anche se, sempre ben attento a tenere il piede in due staffe, mandando suo figlio Mukhtār dal khagān, a quel punto cambiò schieramento. In preda alla sete, l'avanguardia araba fu quasi per intero fatta a pezzi dai suoi nemici, perdendo 700 uomini. A quel punto, secondo la cronaca di Ṭabarī, il guerriero tamimita al-Ḥārith b. Surayj, che in seguito avrebbe guidato una rivolta di vasta portata in Khorasan, esortò gli Arabi che era davanti, gridando «essere uccisi dalla spada è più nobile in (questo) mondo e degno di maggior ricompensa da parte di Dio della morte per sete». Incoraggiati dall'esempio ascoltato, la cavalleria tamimita e qaysita, condotta da al-Ḥārith e Qaṭan ruppe le linee dei Turghesh e raggiunse le fonti d'acqua, evitando di misura un secondo "Giorno della sete" e consentendo ad Ashras di proseguire la sua avanzata verso Bukhāra.

## Conseguenze
In seguito a una serie di battaglie intorno a Baykand, i Turgesh si ritirarono a nord di Samarcanda, dove assaltarono la fortezza di Kamarja, mentre Ashras con le sue truppe assediava Bukhara e svernava nella sua oasi. La situazione rimase comunque precaria, specie per gli Arabi. Quando ai primi del 730 il successore da poco nominato di Ashras, al-Junayd ibn ʿAbd al-Raḥmān al-Murrī, provò a raggiungere le forze armate khorasaniche, ancora accampate nell'oasi di Bukhara, si fece scortare da Amul da un drappello montato, forte di 7 000 uomini, che furono attaccati lungo il tragitto dai Turgesh e in gran parte distrutti.
Sebbene Bukhara fosse salvata dagli Arabi in quel tempo, sia da Ashras sia da Junayd, l'anno immediatamente seguente Junayd condusse l'esercito khorasanico al disastro della battaglia della strettoia: un evento che distrusse il labile controllo arabo su ciò che rimaneva dei loro possessi in Transoxiana.
Gli Arabi non furono in condizione di recuperare le loro posizioni fino al governatorato di Nasr b. Sayyār, che nel 739-741 riuscì a ristabilire l'autorità del califfato fino a Samarcanda.